# Flam
Flam er en engelsk musikalsk term, oftest associeret med slagtøj.
Et flam opstår (oftest med hensigt) når 2 slag kommer, meget hurtigt efter hinanden, dog uden at udfylde mere end ét slags plads.
Et flam er oftest brugt ved en 'rundgang' (et fill) ydermere oftest udført på lilletrommen. 
Effekten er oftest set i funk & rock musikken, da det giver en enormt svingende rytmik.